# Дайнова (Пуховичский район)
Дайнова (бел. Дайнава́) — деревня в Пуховичском районе Минской области Республики Беларусь. В составе Новосёлковского сельсовета.

## География
Расположена в 3 км на запад от Марьиной Горки, 55 м от Минска.

### Гидрография
Река Титовка.

## Этимология
На территории северо-западной Беларуси есть названия Дайновка, Дайнова, их связывают с названием ятвягского племени Дайнова.
Еще одна вынесенная на восток «Дайнава» — бывший хутор (сейчас не существует) на севере от Минска (возле деревни Касынь), а возле него деревня Ашмянцы. Другая «Дайнаво» (тоже не существует) была возле Радошковичей.

## История

### Ранняя история
В 1744 году деревня Дейнова в Минском повете Минского воеводства Великого Княжества Литовского, имение Марцибелы Агинской-Завиши, было 35 дворов и 97 душ мужского пола.
В результате второго раздела Речи Посполитой 1793 года территория оказалась в составе Российской империи, в Игуменском уезде Минской губернии. Какое-то время была во владении Бурзынских. В 1816 году собственность Ратынских. В середине XIX века собственность Крупских. После 1861 года в Новоселковской волости Игуменского уезда Минской губернии.
На конец XIX века часть жителей занималась ремеслом: изготовлением колес, упряжей, саней.

### Новейшее время
С конца февраля 1918 года территория оккупирована войсками Германской империи. 25 марта 1918 года согласно Третьей Уставной грамоте волость провозглашена частью Белорусской Народной Республики. В декабре 1918 года занята Красной Армией, с 1 января 1919 года в соответствии с постановлением I съезда КП(б) Беларуси она вошла в состав Советской Белоруссии, с 27 февраля 1919 года — в ЛитБел ССР. Во время польско-советской войны в августе 1919 июле 1920 годов под оккупацией Польши (Минский округ ГУУЗ).
С 31 июля 1920 года в Белорусской ССР.
Во Вторую мировую войну с конца июня 1941 года до начала июля 1944 года под оккупацией Германии.

## Население

### Численность
- 2019 год — 427 жителей

### Динамика
- 1800 год — 33 дворов, 232 жителей
- 1816 год — 60 дворов, 340 жителей
- 1858 год — 209 ревизский душ
- 1897 год — 132 дворов, 732 жителей
- 1908 год — 121 двор, 1073 жителей
- 1917 год — 200 дворов, 1037 жителей
- 1960 год — 263 жителей
- 2002 год — 81 дворов, 193 жителей
- 2009 год — 286 жителей (перепись населения)[3]
- 2019 год — 427 жителей (перепись населения)

## Достопримечательность
- Курганный могильник — в 1,2 км на юго-восток от деревни. Известен с 1924 года. В 1985 году могильник обследовала археолог Т. С. Бубенько.

## Известные лица
- Рунцевич, Владимир Михайлович (род. 1953) — белорусский поэт.